# Tarrutenius Maximilianus
Tarrutenius Maximilianus (Ve siècle) est un homme politique romain de l'Antiquité tardive.
Il nous est connu par une inscription par laquelle son gendre, Anicius Acilius Glabrio Faustus, présente ainsi sa carrière : consulaire du Picenum à dix-neuf ans, vicaire de Rome et deux fois légat du sénat.
Contrairement à Johannes Sundwall et Wilhelm Ensslin, André Chastagnol l'identifie avec le Maximianus ou Maximilianus mentionné par Zosime, dans son Histoire nouvelle, et par Symmaque. Tarrutenius Maximilianus serait ainsi le Maximilianus, fils de Tarrutenius Marcianus, qui, en janvier 409, participa, avec le comte des largesses sacrées, Priscus Attalus, et le préfet du prétoire d'Italie, Caecilianus, à l'ambassade sénatoriale qui se rendit à Ravenne auprès de Flavius Honorius et qui, au retour, tomba aux mains des Goths d'Alaric et que son père racheta contre une rançon de 30 000 solidi d'après Zosime.